# 연잎낙엽버섯
연잎낙엽버섯(독일어: Rosshaar-Blasssporrübling)은 버섯이다. 과거 분류 및 학명은 송이버섯과 낙엽버섯속 마라스미우스 안드로사케우스(Marasmius androsaceus)였으나 2007년 낙엽버섯과 밀버섯속 김노푸스 안드로사케우스(Gymnopus androsaceus)로 재명명되었다.